# 上土シネマ
上土シネマ（あげつちシネマ）は、かつて長野県松本市大手4丁目10-12にあった映画館。経営は平形興行株式会社。座席数は200席。

## 歴史

### 松本電気館
1917年（大正6年）、市街地の住民有志の出資によって松本電気館が開館した。昭和初期には演伎座（平形興行）に経営譲渡され、日活系の作品をメインに上映した。

### 松本東映劇場
1950年代には松本オリオン座という名称であり、1950年代末には東映の直営館となって松本東映劇場に改称した。1968年（昭和43年）には建物が改修され、1スクリーン200席の映画館となった。

### 上土シネマ

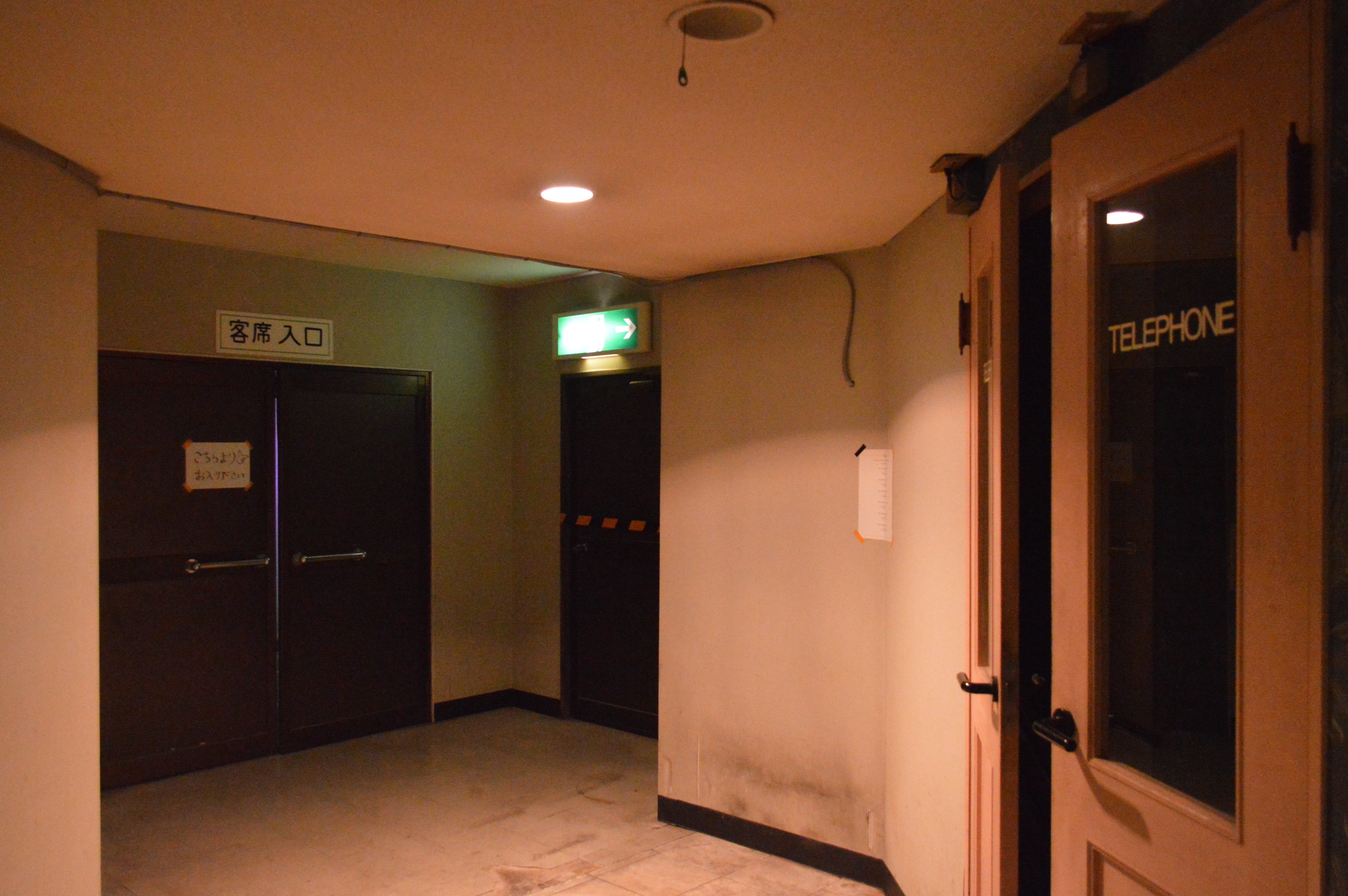
建物内

2002年（平成14年）には東映直営館からフリー館に転向し、上土シネマに改称した。2008年（平成20年）の『映画館名簿』によると、上土シネマの経営会社は平形興行、経営者は平形芳朗であり、198席の映画館だった。
周辺環境の変化や建物の老朽化が追い打ちとなり、2008年（平成20年）11月24日をもって閉館した。最終興行として同年11月22日から24日まで『宮本武蔵』、『仁義なき戦い』、『鉄道員（ぽっぽや）』などが特別上映され、電気館時代から91年続いた歴史に幕を下ろした。
平形興行が松本市で経営する映画館は松本エンギザのみとなったが、2010年（平成22年）6月27日には松本エンギザも閉館している。

### 閉館後

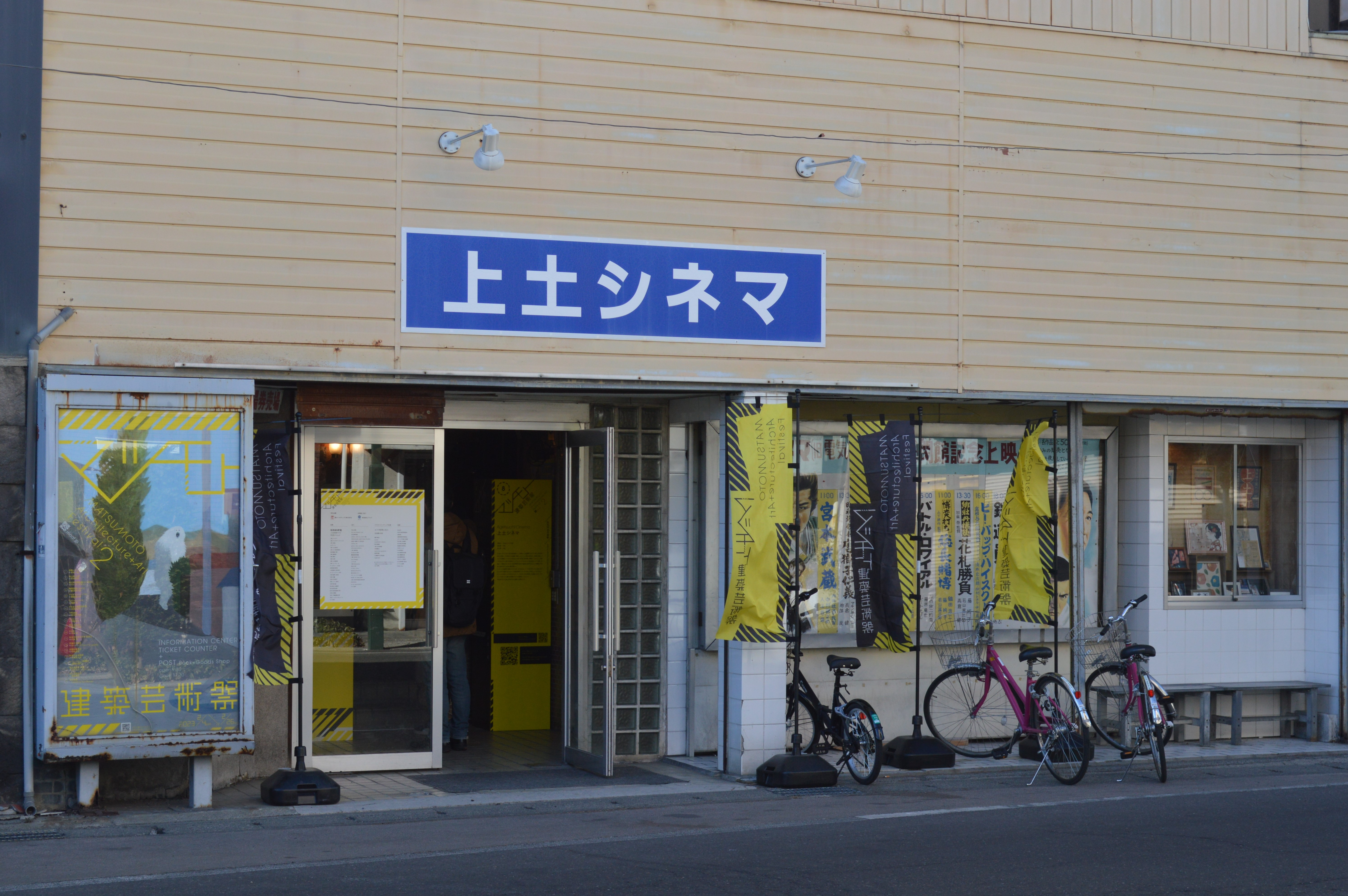
2023年の松本建築芸術祭

大正時代に竣工した建物が現存している。2014年（平成26年）頃からは商店街振興組合が上土シネマの建物の活用を模索しており、2016年（平成28年）からは松本大学観光ホスピタリティ学科の教授や学生も構想に加わった。2016年（平成28年）には建物が松本市近代遺産に登録された。
2021年（令和3年）10月にはシャッターが開かれ、閉館特別上映会の看板やスケジュールなどが公開された。また関係者も建物の活用を模索するとしている。2022年（令和4年）1月から2月に開催されたマツモト建築芸術祭では上土シネマも会場の一つとなり、現代美術家の鴻池朋子が作品を発表した。